# Mezőtelegd

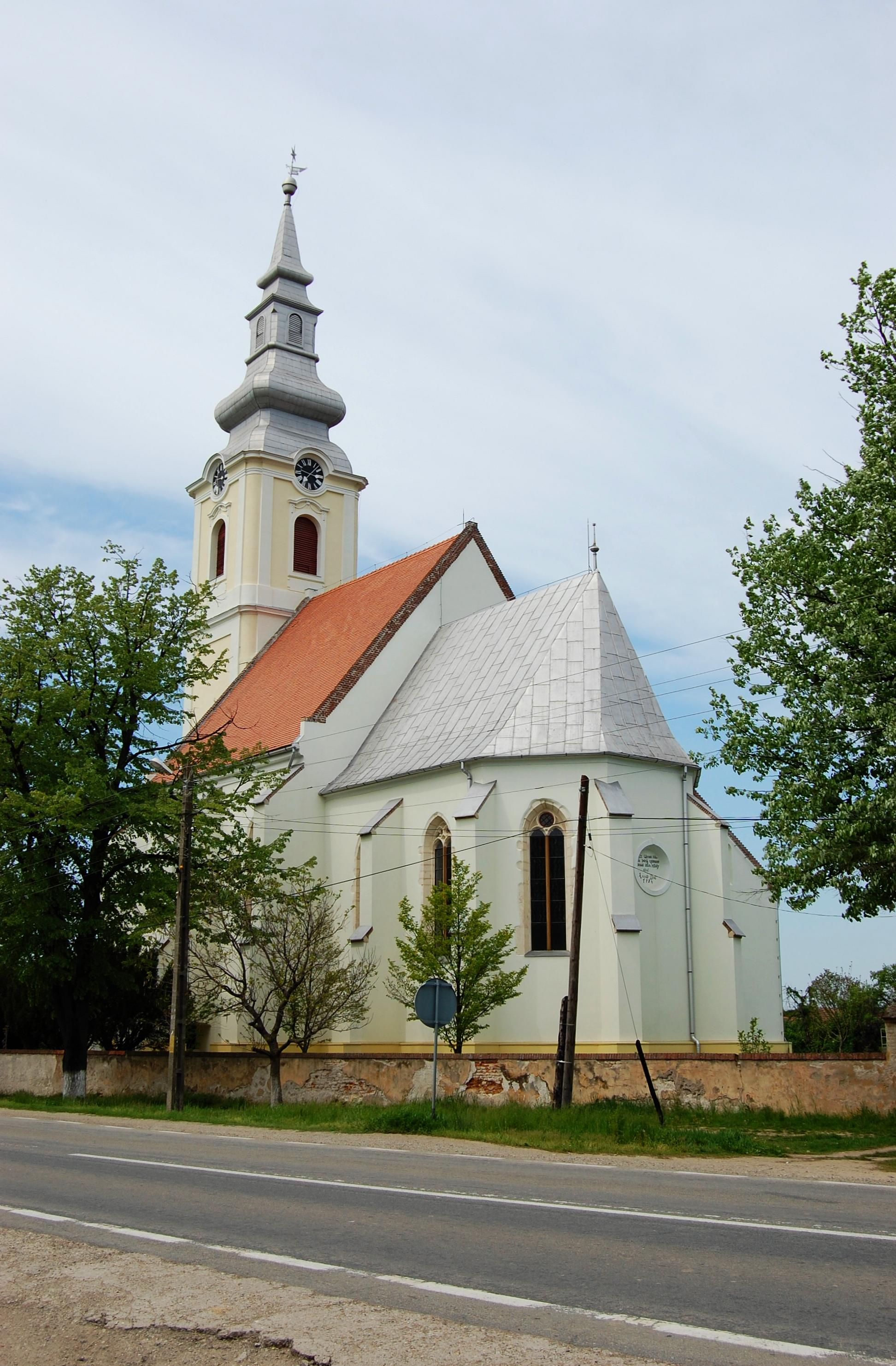
Református templom

Mezőtelegd (románul: Tileagd, szlovákul: Tilegda) falu és községközpont Romániában, Bihar megyében.

## Fekvése
Nagyváradtól 18 km-re keletre, a Sebes-Körös bal partján, a nagyvárad–kolozsvári főút mellett fekszik.

## Nevének eredete
Neve a magyar telek szó -d képzős alakjából való. Először egy 1294-es oklevél 1572-ből való másolatában említik: Thelegd. Előtagja először 1773-ban tűnik föl: Mező-Telegd.

## Története
A 13. század elején környékén élt a székelyek egyik csoportja. Innen költöztek a későbbi Udvarhelyszék területére, ahol őket telegdi székelyeknek, a széket kezdetben Telegdiszéknek, Székelyudvarhelyet pedig Telegdnek hívták.
1291-ben költözött ide a későbbi Thelegdy család megalapítója, a Csanád nemzetségbeli Tamás. A 14. század elejétől vámja volt. 1335-ben Thelegdy Csanád esztergomi érsek ferences kolostort alapított. 1347-ben itt tartották a magyarországi ferencesek tartományi gyűlését. 1456-ban iskolamestere volt. 1503-ban románok is lakták. A 16. század elején mezőváros és uradalom központja volt.
A 16. században várat építettek a mai református templom, római katolikus templom, a kastély és a református parókia által határolt területen. Külső árkaiba bevezették a Koppány-patak és a Sebes-Körös vizét.
Lakossága 1557-ben jórészt protestáns hitre tért, de Telegdi Mihály még 1571-ig tartatott miséket. 1608-tól Varkoch György birtoka volt, majd 1611-ben Forgách Zsigmond felsőmagyarországi főkapitány foglalta el. 1660-ban, Várad elfoglalása után lett a törököké. 1688 februárjában Heissler császári tábornok a falu közelében verte meg Thököly Imre kurucait.
1716-ban Baranyi Gábor nevű birtokosa katolikus házikápolnát építtetett, 1736-ban pedig újraszervezték a plébániát. A 18. század elejétől 1838-ig a reformátusok leányiskolát is működtettek. A 18. század elején települtek be első zsidó lakói. Zsinagógája még 1820 előtt épült. Az 1739–1744-es pestisjárvány 668 áldozatot szedett.
1870-ben megépült a vasút és ezzel föllendült az állat- és terménykereskedelem. 1890-ben megalakult a Mezőtelegd vidéki Takarékpénztár Rt. Az 1900-as években peremén kőolajfinomító, körülötte pedig gyártelep létesült. Az 1910-es években a következő iparvállalatok működtek a településen: a Bihar–Szilágyi Olajipari Rt., a Hazai Aszfalt Rt., a Magyar Aszfalt Rt., a Bihari Szénbánya és Villany Rt., a Kállai-féle téglagyár, Sátori Mór vegyészeti gyára, Biehm János fedéllemezgyára és a Kollár-féle kocsikenőcsgyár. Az 1920-as években ezekhez fatelep, telítőtelep, bútorgyár és szeszgyár csatlakozott. A nagy gazdasági világválság idején üzemeinek többsége tönkrement. Az asztfaltgyár a kommunizmus ideje alatt is működött, a volt „La Roche–Darvas” fűrésztelep az erdők kiirtása miatt 2001-ben zárt be. 1955 és 1990 között perzsaszőnyegszövő üzem is működött a településen. A bútorgyár 1930–31-ben jött létre Velkó József asztalos műhelyéből. 1980-ban ötszáz munkást foglalkoztatott és ma is termel.

## Népessége
- 1828-ban 1575 lakosa volt.
- 1900-ban 2508 lakosából 2034 volt magyar, 424 román, 24 német, 13 szlovák és 13 cigány anyanyelvű; 1133 református, 534 ortodox, 469 római katolikus, 304 zsidó és 56 görögkatolikus vallású.
- 2002-ben 3960 lakosából 2374 volt román, 1016 magyar, 523 cigány és 40 szlovák nemzetiségű; 2343 ortodox, 737 református, 379 pünkösdista, 348 római katolikus és 103 baptista vallású.

## Látnivalók
- Református temploma eredetileg román kori, 1507-ben gótikus stílusban átépítették. Tornya barokk stílusú. 14. századi falképei az utolsó ítéletet, az Arma Christit és a magyar szenteket: Szent Istvánt, Szent Imrét és Szent Lászlót ábrázolják. Szentélyében befalazva látható a Telegdi család több tagja szarkofágjának a fedőlapja, például Telegdi Istváné 1514-ből és Telegdi Miklósé 1560-ból. Kertjében 2004-ben avatták fel Hagymássy Kata mellszobrát. A templomot védőfal keríti.
- Telegdy-kastély (1848, ma szanatórium).
- Római katolikus temploma 1757–1759-ben, tornya 1792-ben épült. 1864-ben bővítették, 1994-ben felújították.
- "Golgota" pünkösdista templom

## Híres emberek
- Itt született 1535 körül Telegdi Miklós humanista főpap, pécsi püspök.
- Itt halt meg 1604-ben Hagymássy Kata, Bocskai István felesége.
- Itt született 1743. július 23-án Hunyadi Szabó Ferenc debreceni református püspök.
- Itt született 1886. június 15-én Telegdy László mezőgazdasági szakíró.
- Itt született 1943-ban Molnár Szabolcs irodalomtörténész.

## Gazdasága
- Faáru-, parketta- és bútorgyártás.

## Külső hivatkozások
- A református egyházközség honlapja
- Fényképek a református templomról
- Iskolaépítés és szociális munka a telegdi cigányok között (angolul)
- fazék[halott link] és tányér[halott link] a Magyar Néprajzi Múzeum gyűjteményében